# Anna Mackenroth
Anna Mackenroth (* 9. April 1861 in Danzig, Königreich Preußen; † 29. Juli 1936 in Meilen, Schweiz) war eine deutsch-schweizerische Juristin.

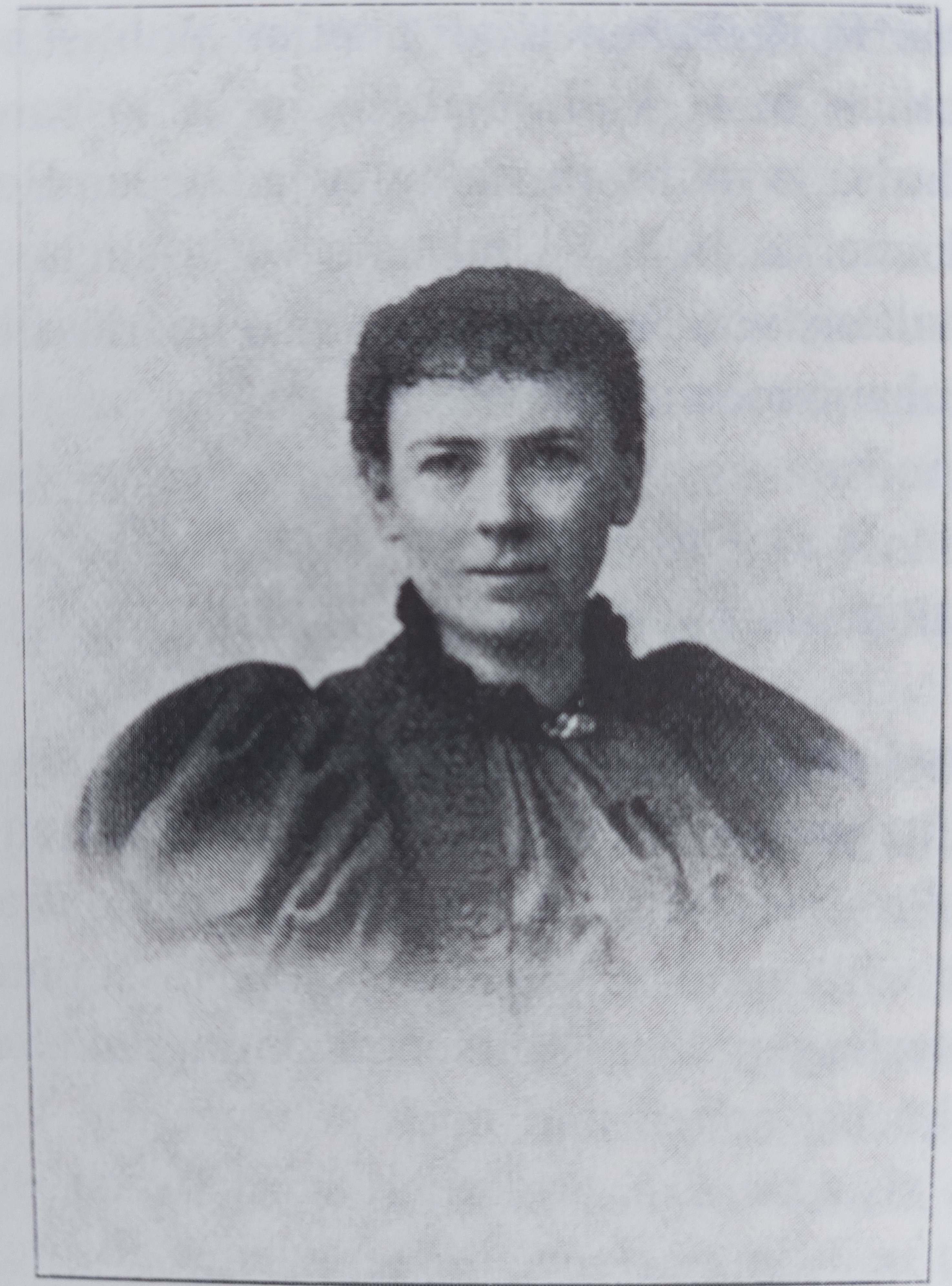
Anna Mackenroth (um 1900)

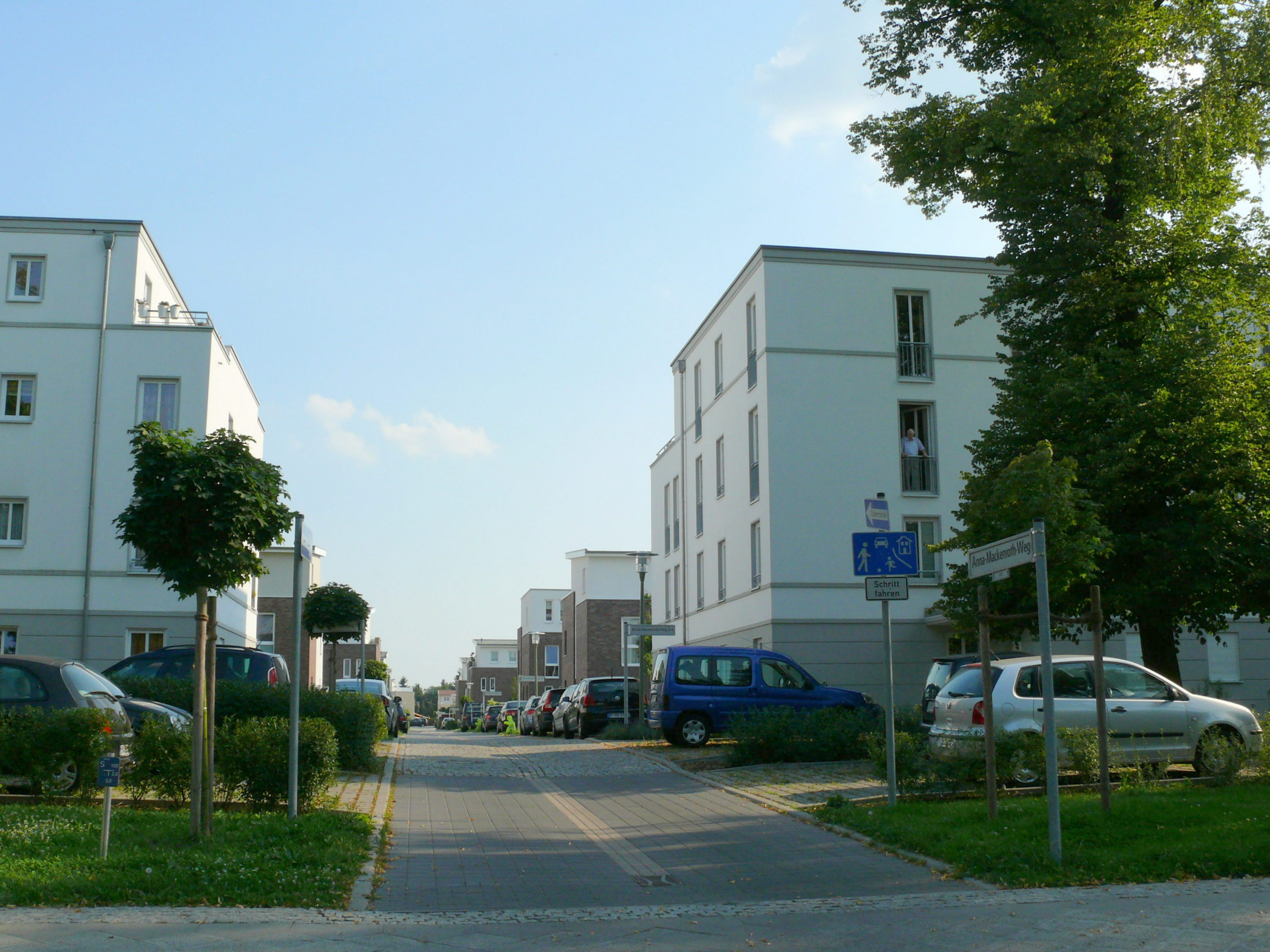
Anna-Mackenroth-Weg in Berlin-Lichterfelde

## Leben
Anna Mackenroth war eine Tochter des Fabrikanten Heinrich Mackenroth und der Luise Mackenroth. Sie besuchte die Höhere Mädchenschule und war ab ihrem 16. Lebensjahr als Erzieherin tätig. In Berlin gab sie in den 1880er Jahren Privatunterricht in alten Sprachen, Philosophie und Mathematik, um sich so auf ihr Studium vorzubereiten.
1888 zog sie nach Zürich und immatrikulierte sich zunächst an der philosophischen Fakultät der Universität Zürich, später an der rechts- und staatswissenschaftlichen Fakultät. Damals wurde sie Mitglied im Verein «Frauen-Bildungsreform», der sich für den verbesserten Zugang von Frauen zu Bildungseinrichtungen und insbesondere für das Frauenstudium einsetzte. Sie war eine Schülerin von Emilie Kempin-Spyri und promovierte 1894 mit ihrer Dissertation Zur Geschichte der Handels- und Gewerbefrau. 1895 wurde sie Lehrerin an der Zürcher Höheren Töchterschule (heute: Kantonsschule Hohe Promenade), 1898 wurde sie in Zürich eingebürgert.
Sie legte die Anwaltsprüfung ab und erhielt als erste Frau am 27. Januar 1900 den Befähigungsnachweis als Rechtsanwältin. 1903 gab sie ihren Beruf als Lehrerin auf und konzentrierte sich fortan auf ihren Beruf als Anwältin, wobei sie vor allem als Pflichtverteidigerin für mittellose Frauen tätig war. Sie plädierte dabei für ein garantiertes Mindesteinkommen, das jedem Bürger und jeder Bürgerin ein Existenzminimum sichern würde. Daneben setzte sie sich für die Rechte lediger Mütter und für eine Reform des Namens- und Eherechtes ein.
1911 heiratete sie einen Zürcher Kaufmann und war fortan nicht mehr in der Öffentlichkeit für die Frauenbewegung aktiv. 
1914 reichte sie die Scheidung ein. Sie schrieb in den Jahren zwischen 1903 und 1917 mehrere Dramen, die jedoch nicht aufgeführt wurden.
Finanziell unterstützt vom Zürcher Akademikerinnenverband und von der Fürsorge verlebte Mackenroth ihr letztes Lebensjahr in der Privatklinik Hohenegg in Meilen (dort sollte Jahrzehnte später auch die Pädagogin Elisabeth Handschin ihren Lebensabend verbringen). Mackenroth starb am 29. Juli 1936. Ihre Urne wurde am 1. August auf dem Zürcher Friedhof Sihlfeld beigesetzt.

## Schriften (Auswahl)
- Nebengesetze zum Schweizerischen Obligationenrecht : Anhang zum Kommentar des schweizerischen Obligationenrechts von A. Schneider. Unter Benutzung d. Praxis bearb. von A. Mackenroth. Zürich: Schulthess, 1898
- Ueber die Rechtsstellung der Frau im Vorentwurf zum schweizerischen Civilgesetzbuch : vier Vorträge. Zürich: Schröter, 1901